# Golden Dawn (album)
Golden Dawn è il terzo album in studio degli Arthemis, uscito nel 2003 per l'Etichetta discografica Underground Symphony.

Il disco è stato pubblicato in due versioni, Europea e Giapponese, ognuna contenente una diversa bonus track.

## Tracce
1. Fire Set Us Free - 4:28 - (Andrea Martongelli)
2. Black Rain - 4:04 - (Andrea Martongelli)
3. The End of the World - 4:18 - (Andrea Martongelli)
4. The Traveller - 4:13 - (Andrea Martongelli)
5. Master of the Souls - 4:53 - (Andrea Martongelli)
6. Arthemis - 4:14 - (Andrea Martongelli)
7. The Axe is Coming - 4:11	- (Andrea Martongelli))
8. From Hell to Hell - 4:00 - (Andrea Martongelli))
9. Golden Dawn - 4:21 - (Andrea Martongelli)
10. Might for Right - 3:15 - (R. Wahlquist, s. Wahlquist) *Bonus track nella versione Europea
11. Love Gun - 3:26 - (Paul Stanley) *Bonus track nella versione Giapponese

## Formazione
- Alessio Garavello - voce
- Andrea Martongelli - chitarra
- Matteo Galbier - basso
- Paolo Perazzani - batteria
- Matteo Ballottari - chitarra